# 계양구의회
계양구의회는 인천광역시 계양구 지역을 관할하는 기초의회이다.